# Abraham Hopman

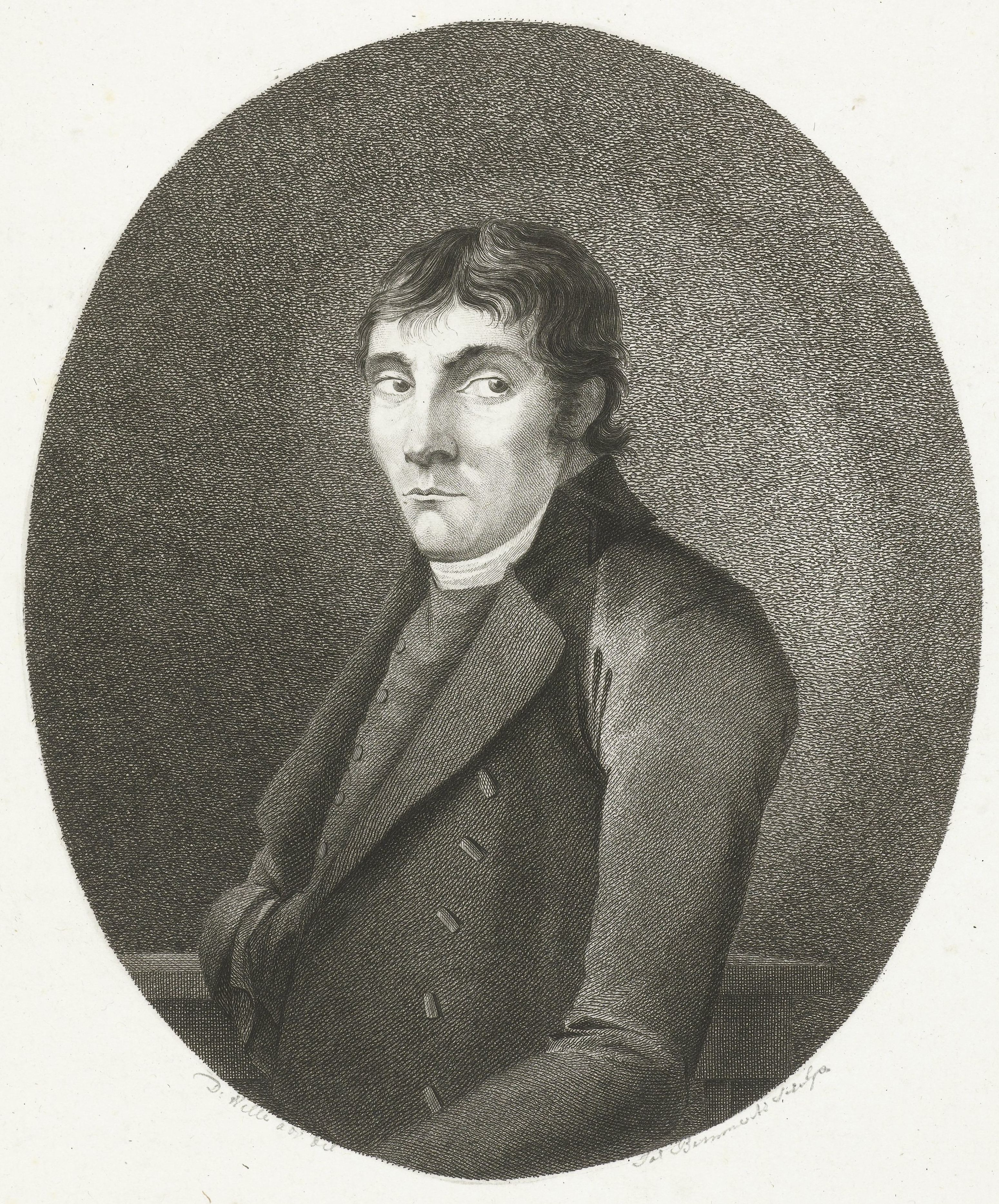
Abraham Hopman

Abraham Hopman (Leiden, 13 maart 1770 - Haarlem, 9 maart 1832) was een Nederlandse luchtvaartpionier. Hij was de eerste Nederlander die boven Nederland met een eigen gemaakte luchtballon vloog. Op 29 september 1804 vloog hij in zijn ballon genaamd "Lust tot onderzoek” van Rotterdam naar Schiedam.
Abraham Hopman werd in Leiden geboren als zoon van Nicolaas Hopman, trekvaartschipper en Grietje Wijntje. Hij was, naast fabrikant in bont en gaazen (wol), instrumentmaker en bezat het poorterschap van Rotterdam, maar ging na zijn huwelijk op 20 mei 1792 met Klasina Rathsman/Raatsman ( - 22 mei 1811 Rotterdam) wonen in Haarlem. Zij kregen drie kinderen. In Haarlem kwam hij in contact met Louis Samuel Loude, geboren in Breda als Zwitsers regimentkind en zich "Phisisch
en Maechanisch Instrumentenmaker en Kunstenaar" noemende. Beide waren geboeid door de ballonvaart en Hopman maakte dan ook al een aantal onbemande gasballonnen in de vorm van dieren. In 1804 kondigden ze via de krant aan dat zij een ballonvaart zouden gaan maken. Door het tentoonstellen van hun ballon “Lust tot Onderzoek” hoopten ze genoeg geld bijeen te schrapen om de succesvolle vlucht te maken.

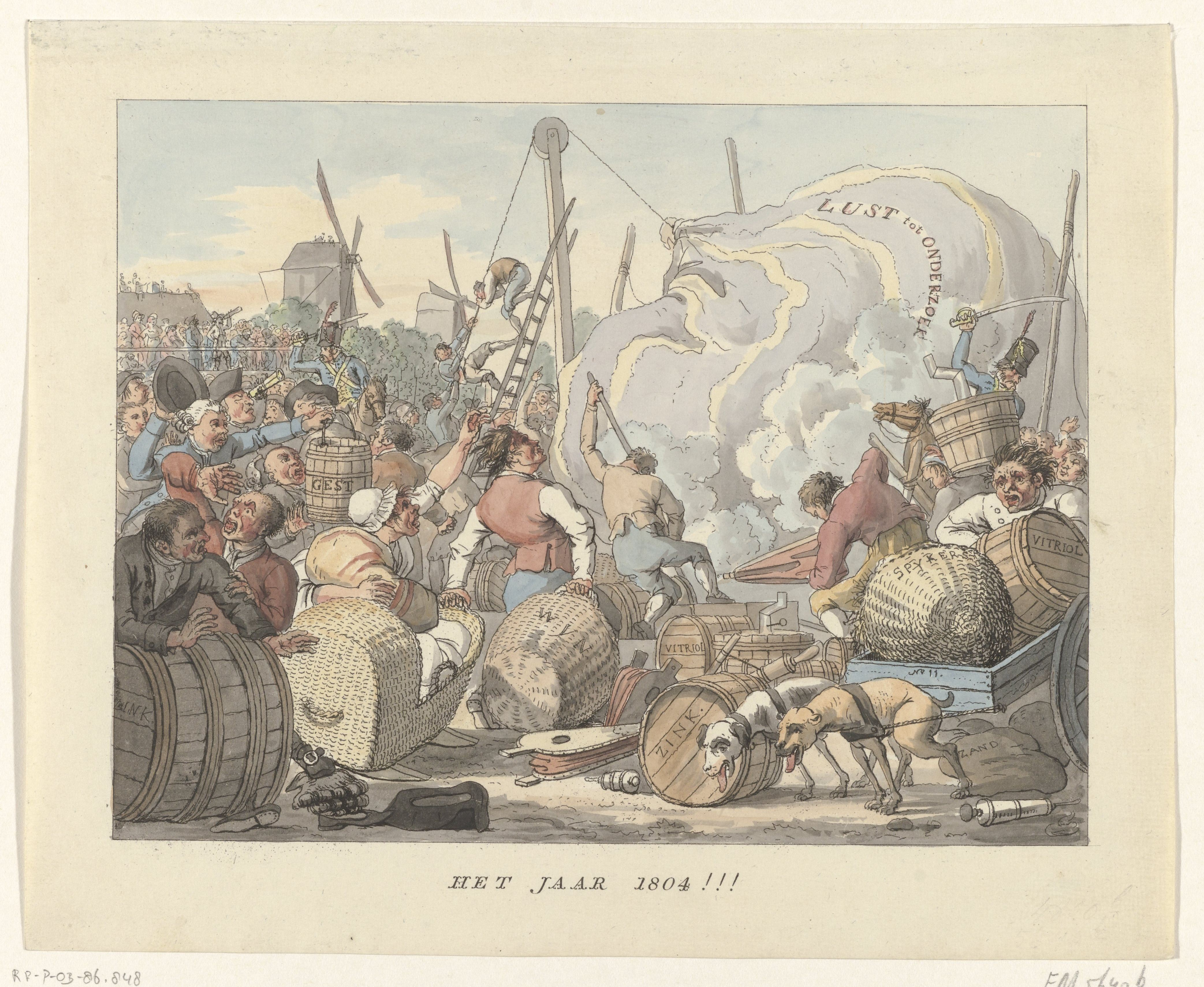
Spotprent naar aanleiding van mislukte poging in juli 1804

Op 5 juli 1804 had de vlucht moeten plaatsvinden, vanaf de Overtoomseweg in Amsterdam. Men kreeg de ballon echter niet gevuld en moest het publiek vragen de volgende dag terug te komen. Op 6 juli vulde de ballon zich wel, maar lang niet genoeg om een persoon mee te nemen. Om het publiek niet helemaal teleur te stellen liet men de ballon maar gewoon opstijgen zonder passagier. Deze ballon heeft twee dagen boven Nederland rondgezworven alvorens ze bij Deventer neer kwam. De hele onderneming leverde veel spot op en Hopman en Loude werden afgeschilderd als zakkenvullers.
Enkele geldschieters bleven geloven in de droom van Hopman en Loude en op 29 september werd een nieuwe poging gewaagd. Deze was succesvol. Abraham Hopman steeg op vanaf het terrein van "De Unie" in Rotterdam en landde na slechts 50 minuten in Schiedam. Zijn kompas was kapotgegaan en Hopman zag zich genoodzaakt te dalen. In Schiedam werd hij uit de mand geslagen en vervolgde de lege ballon zijn reis tot landgoed Backershagen in Wassenaar. De eerste Nederlandse ballonvaart was een feit.
Op 18 december 1811 hertrouwde Abraham Hopman met Haarlemse Christina Lamberta van Laar.
In Beverwijk en Den Haag zijn straten vernoemd naar Abraham Hopman.